# Rosa obtusiuscula
Rosa obtusiuscula — вид рослин з родини розових (Rosaceae); ендемік Теннессі (США).

## Опис
Стебло струнку, темно-коричневе, ≈ 1 м заввишки, практично без колючок, гіллясте. Ніжка й ребро листка запушені, без колючок. Листочків 5 або 7, еліптичні, округлі на верхівці, темно-зелені, гладкі з обох боків або скупо запушені знизу.

## Поширення
Ендемік Теннессі (США).